# Jean-Pierre Delville
Jean-Pierre Delville (Liegi, 29 aprile 1951) è un vescovo cattolico, storico e teologo belga, dal 31 maggio 2013 vescovo di Liegi.

## Biografia
Figlio di un architetto e di una contabile, nasce a Liegi, fratello di quattro figli, e trascorre la sua giovinezza nel villaggio di Awans. Qui compie gli studi primari e continua la sua formazione presso il Collegio Saint-Servais di Liegi, conseguendo poi la laurea in storia presso l'Università di Liegi. Segue la formazione musicale presso il Conservatorio di Liegi, dove ottiene il diploma in organo.

### Formazione
Entra nel seminario Leone XIII in Lovanio nel 1973, dove ottiene il baccalaureato in filosofia presso l'Università Cattolica di Lovanio. Inviato a Roma, studia teologia presso la Pontificia Università Gregoriana ed è ordinato diacono nel 1978. Completa gli studi presso il Pontificio Istituto Biblico, dove si laurea in scienze bibliche scrivendo una tesi dal titolo Letture e interpretazioni della parabola degli operai della vigna (Mt 20, 1-16) nel XVI secolo.

### Ministero presbiterale
Ordinato diacono nel 1978 presso la Chiesa di Sant'Egidio in Roma, è ordinato presbitero il 6 settembre 1980 presso la cattedrale di Liegi. Svolge diverse funzioni pastorali presso le parrocchie di Liegi di Saint-Foy, di Saint-Martin, di Saint-Jacques e di Saint-Bathélemy, dove è parroco dal 2010 al 2013. Assistente spirituale della sezione di Liegi della Comunità di Sant'Egidio, ne è cappellano per il Belgio francofono.
Dal 1999 è membro della Commissione episcopale per l'evangelizzazione della Conferenza Episcopale Belga, dopo essere divenuto docente presso l'Università Cattolica di Lovanio ed il seminario di Liegi. Docente di storia del cristianesimo dal 2002 e docente ordinario dal 2010, è portavoce della Conferenza Episcopale Belga dal 1996 al 2002. Nel 2008 assume la presidenza degli Archives du monde catholique, fino al 2013, contribuendo alla riorganizzazione della biblioteca del seminario.
Segretario di redazione dal 2002, nel 2010 è nominato direttore della Revue d'histoire ecclésiastique, che cura anche la redazione del Dictionnaire d'histoire et de géographie ecclésiastiques. Dal 2015 è presidente della Commissione episcopale per la Chiesa ed il mondo. Membro dell'Ordine equestre del Santo Sepolcro di Gerusalemme dal 2009, partecipa a diverse associazioni:
- Società d'arte e di storia della diocesi di Liegi (dal 1983);
- Istituto archeologico di Liegi (dal 1983);
- Associazione europea di teologia cattolica (dal 1991);
- Comitato di storia religiosa del Brabante vallone (dal 2007);
- Società dei bibliofili di Liegi (dal 2011).

Nel 2010 diventa preside dell'Istituto di ricerca sulle religioni, le spiritualità, le culture e le società, che dirige fino al 2012.

### Ministero episcopale

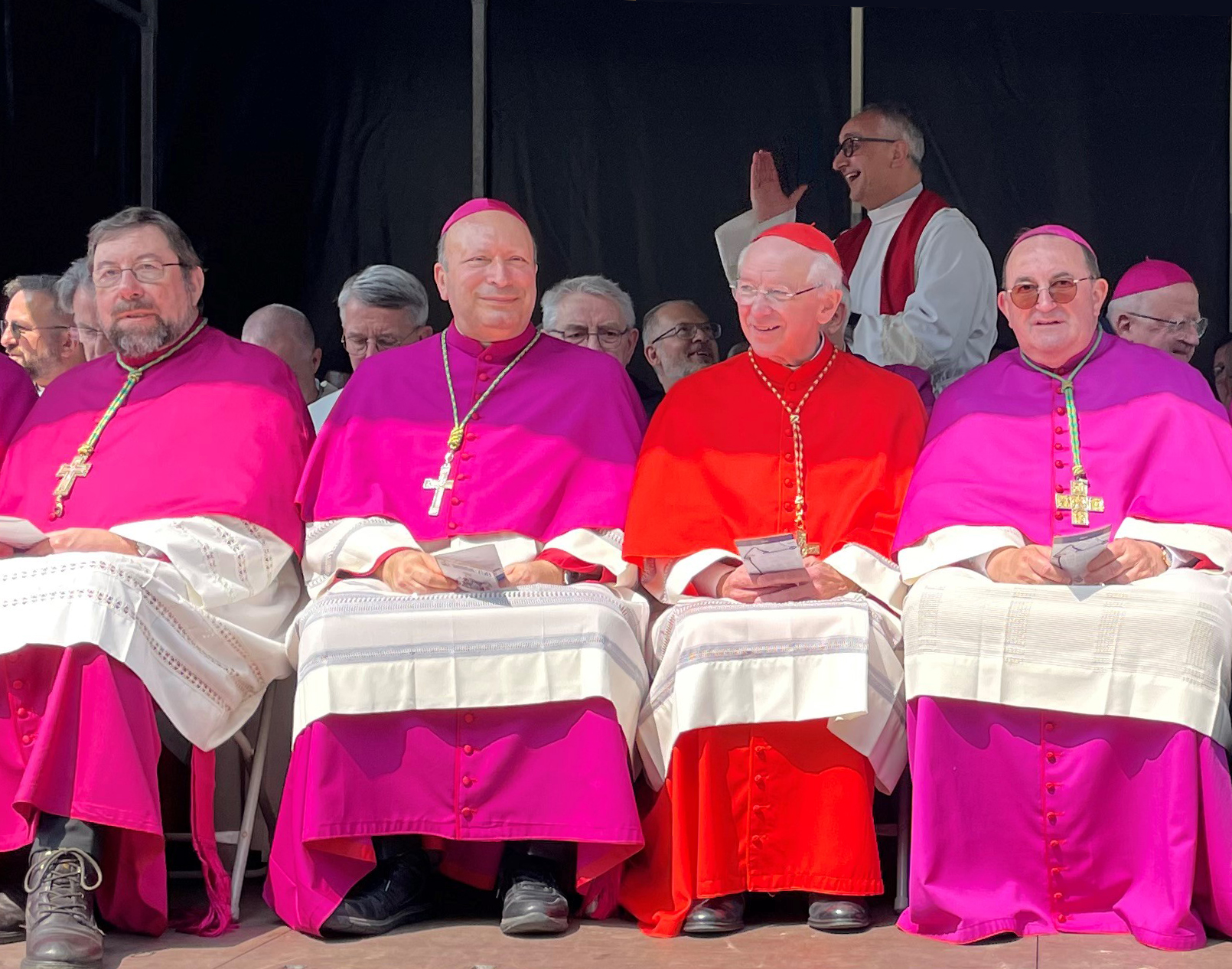
Da sinitra il vescovo Jean-Pierre Delville, il nunzio apostolico in Belgio Franco Coppola, l'arcivescovo emerito di Malines-Bruxelles Jozef De Kesel e il vescovo di Tournai Guy Harpigny

Il 31 maggio 2013 papa Francesco lo nomina vescovo di Liegi e il 14 luglio successivo, nella cattedrale di Liegi, riceve l'ordinazione episcopale da André-Joseph Léonard, arcivescovo metropolita di Malines-Bruxelles, co-consacranti principali Aloys Jousten, vescovo emerito di Liegi, e Johan Jozef Bonny, vescovo di Anversa. Sono presenti alla celebrazione, tra gli altri, anche il cardinale Godfried Danneels, il nunzio apostolico Giacinto Berloco e l'arcivescovo Vincenzo Paglia, oltre a dignitari delle diverse confessioni cristiane, rappresentanti della religione ebraica ed islamica, ed autorità civili, come il fondatore della Comunità di Sant'Egidio Andrea Riccardi.
Nel corso del suo ministero episcopale, fonda la Commissione diocesana per il dialogo interreligioso e nel 2020 rivede la composizione del Consiglio episcopale e l'organigramma della Curia diocesana. Nel 2014 pubblica una lettera pastorale dal titolo Un kairos pastorale, mentre dal 2015 al 2017 effettua una visita pastorale ai quattordici decanati. Nel 2016 avvia un processo di consultazione sulla catechesi parrocchiale e il 16 marzo 2018 promulga il documento Per una catechesi rinnovata.

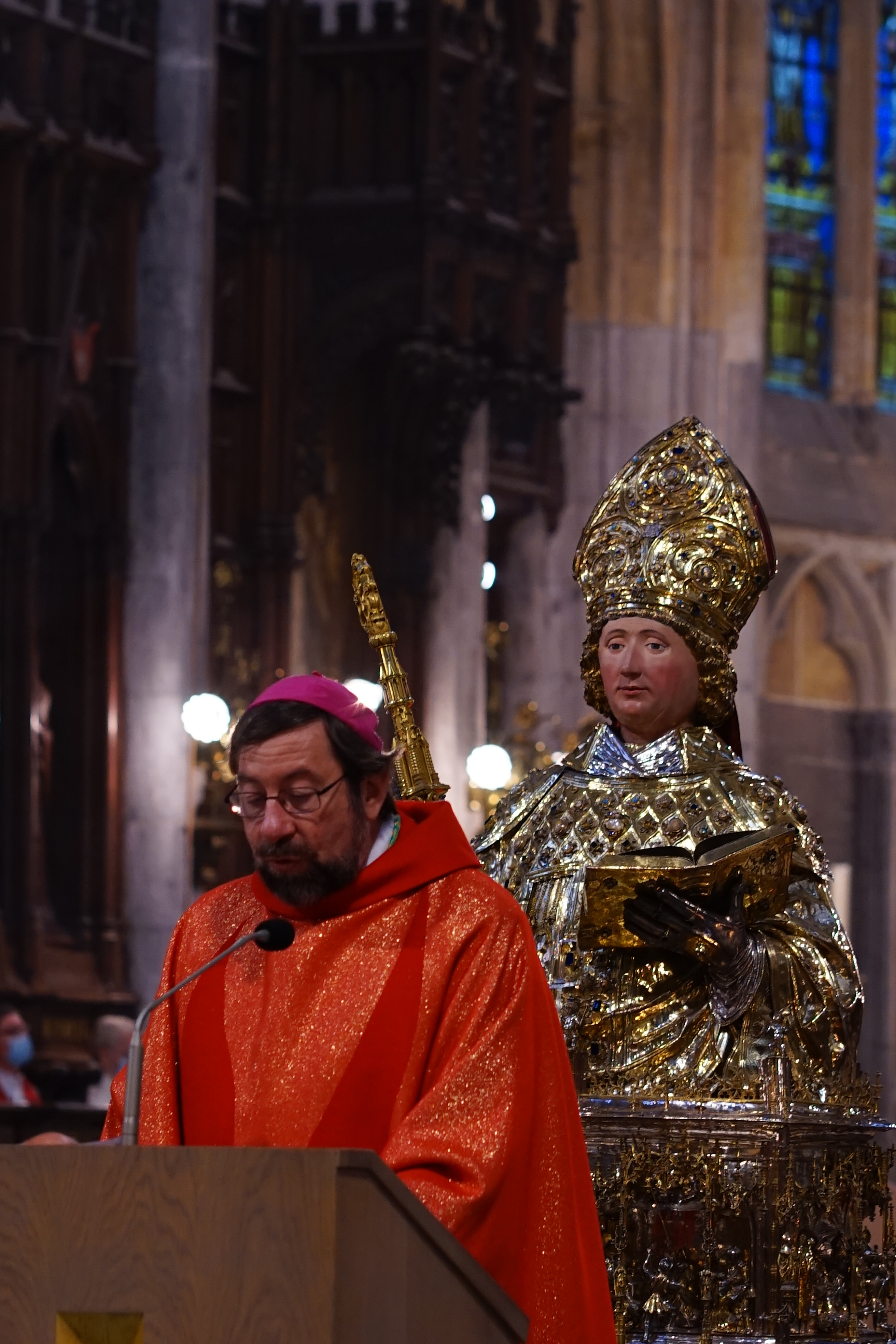
Il vescovo Jean Pierre Delville, davanti al reliquiario di san Lamberto di Maastricht, presso la cattedrale di Liegi

Appare regolarmente sui media e conduce due programmi televisivi; pubblica le sue conferenze e le omelie domenicali sul sito web della diocesi di Liegi.

## Stemma

Stemma episcopale

"Di rosso, due fiumi d'azzurro, agitati di nero, accompagnati sui lati da una colomba volante contornati d'argento, che tiene nel becco un ramoscello d'ulivo dello stesso colore, e, al sinistro, una città, intorno alla cattedrale di Liegi".
Il motto è tratto dal salmo 45 (46) Fluminis impetus laetificat civitatem Dei (Il fiume, le sue braccia rallegrano la città di Dio), l'iscrizione incisa sul fonte battesimale di San Bartolomeo a Liegi.

## Genealogia episcopale
- Cardinale Scipione Rebiba
- Cardinale Giulio Antonio Santori
- Cardinale Girolamo Bernerio
- Arcivescovo Galeazzo Sanvitale
- Cardinale Ludovico Ludovisi
- Cardinale Luigi Caetani
- Cardinale Ulderico Carpegna
- Cardinale Paluzzo Paluzzi Altieri degli Albertoni
- Papa Benedetto XIII
- Papa Benedetto XIV
- Papa Clemente XIII
- Cardinale Marcantonio Colonna
- Cardinale Giacinto Sigismondo Gerdil
- Cardinale Giulio Maria della Somaglia
- Cardinale Carlo Odescalchi
- Vescovo Eugène de Mazenod
- Arcivescovo Joseph Hippolyte Guibert
- Cardinale François-Marie-Benjamin Richard
- Cardinale Pietro Gasparri
- Arcivescovo Clemente Micara
- Cardinale Jozef-Ernest Van Roey
- Cardinale Léon-Joseph Suenens
- Cardinale Godfried Danneels
- Arcivescovo André-Joseph Léonard
- Vescovo Jean-Pierre Delville